# Província de Khovd
Khovd (Ховд en mongol) que rep el nom del riu Khovd, és una de les 21 províncies (aimags) de Mongòlia. La seva capital és la ciutat de Khovd. Ocupa una superfície de 76.060 km² i té una població (2007) de 89.040 habitants. És una província multicultural amb més de 17 ètnies i nacionalitats. Compta amb un aeroport a Khovd (HVD/ZMKD) amb vols domèstics dins Mongòlia. Aquesta regió és famosa a Mongòlia per les síndries que es cultiven. Hi ha prevista una central hidroelèctrica. Està connectada a la xarxa elèctrica de Rússia.
| Grup ètnic               | Nom en mongol | 1979   | %      | 1989   | %      | 2000   | %      |
| ------------------------ | ------------- | ------ | ------ | ------ | ------ | ------ | ------ |
| Khalkha                  | Халх          | 17.343 | 27,72  | 20.397 | 26,64  | 23.832 | 27,45  |
| Zakhchin                 | Захчин        | 14.464 | 23,12  | 17.228 | 22,50  | 21.645 | 24,93  |
| Kazakh                   | Казак         | 9.425  | 15,06  | 12.814 | 16,74  | 10.005 | 11,52  |
| Torguud                  | Торгууд       | 5.566  | 8,90   | 6.703  | 8,76   | 6.995  | 8,06   |
| Ööld                     | Өөлд          | 4.823  | 7,71   | 5,622  | 7,34   | 6.503  | 7,49   |
| Uriankhai                | Урианхай      | 4.587  | 7,33   | 5.403  | 7.06   | 6,592  | 7,59   |
| Dörvöd                   | Дөрвөд        | 2.856  | 4,56   | 3.609  | 4,71   | 5,242  | 6,04   |
| Myangad                  | Мянгад        | 2.855  | 4,56   | 3.517  | 4,59   | 4.287  | 4,94   |
| Tuvans                   | Тува          | -      | -      | 239    | 0,31   | 724    | 0,83   |
| Bayad                    | Баяд          | 129    | 0,21   | 227    | 0,30   | 377    | 0,43   |
| Uzbeks                   | Чантуу        | 183    | 0,29   | 187    | 0,24   | 258    | 0,30   |
| Khoshuud                 | Хошууд        | -      | -      | -      | -      | 149    | 0,17   |
| Altres ciutadans mongols |               | 93     | 0,15   | 176    | 0,23   | 203    | 0,23   |
| Estrangers               |               | 241    | 0,39   | 431    | 0,56   | 19     | 0,02   |
| Total                    |               | 62.565 | 100,00 | 76.553 | 100,00 | 86.831 | 100,00 |